# Jake Zyrus

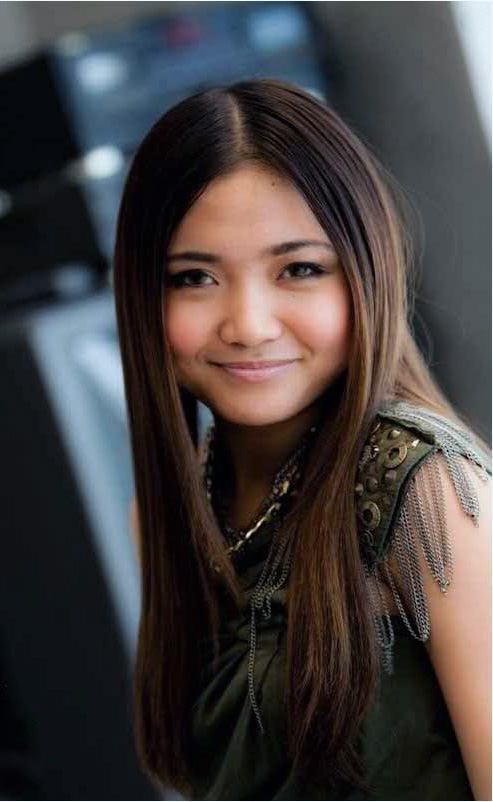
Als Charice (2010)

Jake Zyrus (geb. 10. Mai 1992 als Charmaine Clarice Relucio Pempengco in Cabuyao City, Laguna, Philippinen) ist ein philippinischer Sänger. Er begann seine Karriere zunächst als Sängerin und Internetphänomen auf dem Videoportal YouTube. Dabei wurde er im Jahr 2010 unter dem Namen Charice von der Talkshow-Moderatorin Oprah Winfrey als Most Talented Girl in the World betitelt („Talentiertestes Mädchen weltweit“). Im selben Jahr veröffentlichte er sein erstes internationales Album Charice, das bei Billboard 200 auf dem 8. Platz einstieg. Er hatte sich bereits bei Winfrey als transgender bezeichnet („transgeschlechtlich“), wählte im Juni 2017 den neuen Namen Jake Zyrus und sieht sich ganz als Mann.

## Biografie
Jake Zyrus ist das Kind von Ricky und Raquel Pempengco und hat einen jüngeren Bruder. Im Alter von vier Jahren begann er mit dem Singen und nahm mit sieben an Wettbewerben in seiner Heimatstadt Laguna auf den Philippinen teil. Insgesamt nahm er in seiner Kindheit an über 100 Wettbewerben teil, und mit dem Preisgeld konnte die Familie ihren Lebensstandard aufrechterhalten.
2005 nahm er unter seinem früheren Namen Charice an der Reality-Show Little Big Star teil und trat 2007 trat in der koreanischen Show Star King auf. Das Video dieses Auftritts sah Ellen DeGeneres, die ihn in ihre Show einlud. Es folgte eine Einladung zur Oprah Winfrey Show. Winfrey überraschte Charice dabei mit dessen Idol Céline Dion, mit der er im Madison Square Garden ein Duett singen durfte. 2008 erschien sein erstes Album Charice, das Platz 8 der Billboard-Charts erreichte; 2009 folgte My Inspiration. 2010 erschien die Single Pyramid, ein Duett mit seinem Label-Kollegen Iyaz.
Von 2010 bis 2011 hatte er eine Gastrolle in der TV-Serie Glee. 2011 wurde sein Vater, ein Bauarbeiter, im Alter von 40 Jahren in der Nähe der Hauptstadt Manila von einem betrunkenen Kunden in einem Lebensmittelgeschäft erstochen.

## Weitere internationale Auftritte
Im April 2008 war Charice in London in der Paul O'Grady Show; es folgten Auftritte mit David Foster im Mandalay Bay Resort Casino in Las Vegas.
Im Juli war er zu Gast beim Geburtstag von Andrea Bocelli und sang mit ihm ein Duett. Im September sang er in den Niederlanden You’ll Never Walk Alone vor 50.000 Fußballfans.

## Diskografie

### Alben
- 2008: Charice
- 2009: My Inspiration
- 2010: Charice
- 2011: Infinity (Japan Edition)
- 2013: Chapter 10

### Singles
- 2008: It Can Only Get Better
- 2009: Always You
- 2009: Note to God
- 2009: Have Yourself a Merry Little Christmas (feat. David Archuleta)
- 2010: The Truth Is
- 2010: Pyramid (feat. Iyaz)
- 2010: I Did It for You (feat. Drew Ryan Scott)
- 2010: Listen (aus der TV-Serie Glee)
- 2010: Telephone (mit Lea Michele, aus der TV-Serie Glee)
- 2011: Wherever You Are (mit Unique Zayas)
- 2011: One Day
- 2011: Louder
- 2011: Lost The Best Thing
- 2011: As Long As You’re There (aus der TV-Serie Glee)
- 2011: Before It Explodes
- 2011: All By My Self (aus der TV-Serie Glee)
- 2012: New World (Soundtrack von Final Fantasy 13-2)

## Auszeichnungen für Musikverkäufe
| Goldene Schallplatte - Philippinen - 2009: für das Album Charice - 2009: für das Album My Inspiration - 2014: für das Album Chapter 10 |

| Land/RegionAuszeichnungen für Musikverkäufe (Land/Region, Auszeichnungen, Verkäufe, Quellen) | Gold     | Platin | Verkäufe | Quellen     |
| -------------------------------------------------------------------------------------------- | -------- | ------ | -------- | ----------- |
| Philippinen (PARI)                                                                           | 3× Gold3 | —      | 37.500   | pari.com.ph |
| Insgesamt                                                                                    | 3× Gold3 | —      |          |             |

## Filmografie
- 2009: Alvin und die Chipmunks 2
- 2010–2011: Glee
- 2012: Das Schwergewicht (Here Comes the Boom)